# Hermetische Kabbala

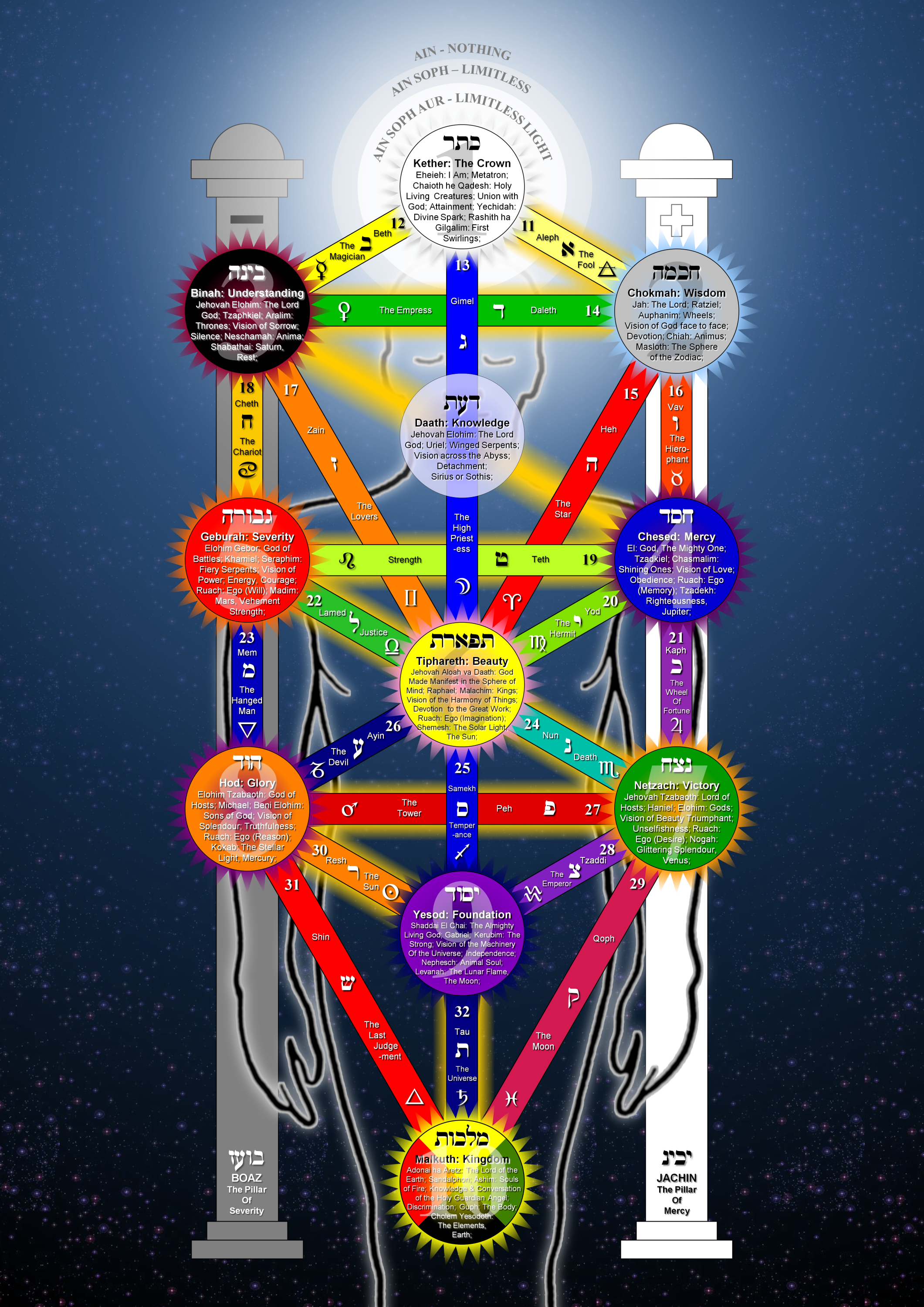
Qabalistische Sefirot mit Bezügen zu Astrologie und Tarot

Die hermetische Kabbala ist eine okkult-esoterische Strömung mit Wurzeln in der Gnosis, dem Neuplatonismus, der Hermetik und der christlichen Kabbala. Zur Unterscheidung von der jüdischen Kabbala und der mitunter Cabala geschriebenen christlichen Kabbala wird oftmals eine Schreibweise mit Q, insbesondere die Form Qabalah, verwandt.

## Beschreibung
Die hermetische Kabbala nimmt gegenüber der ursprünglichen jüdischen Kabbala einen universelleren Ansatz an und ist daher breiter gefächert und schwerer zu definieren als die jüdische und die christliche Kabbala; in der hermetischen Kabbala werden diverse esoterische Hilfsmittel wie Tarot-Karten, Astrologie und Numerologie angewandt, um in der Welt der zehn Sephiroth aufzusteigen. Während die jüdische Kabbala auf dem Studium der Tora und ihrer Kommentare zur Erlangung von Wissen über Gott basiert, legt die hermetische Kabbala ihren Schwerpunkt auf Magie als Mittel zur Vereinigung mit der Gottheit. Die zehn Sephiroth werden mit zehn Graden der magischen Initiation identifiziert. Auch ist die Grenze zwischen christlicher und hermetischer Kabbala nicht immer eindeutig, da sich bei mitunter der hermetischen Kabbala zugeordneten Werken Elemente der christlichen finden können (beispielsweise bei Heinrich Cornelius Agrippa von Nettesheim) und umgekehrt (beispielsweise Athanasius Kircher).

## Geschichte

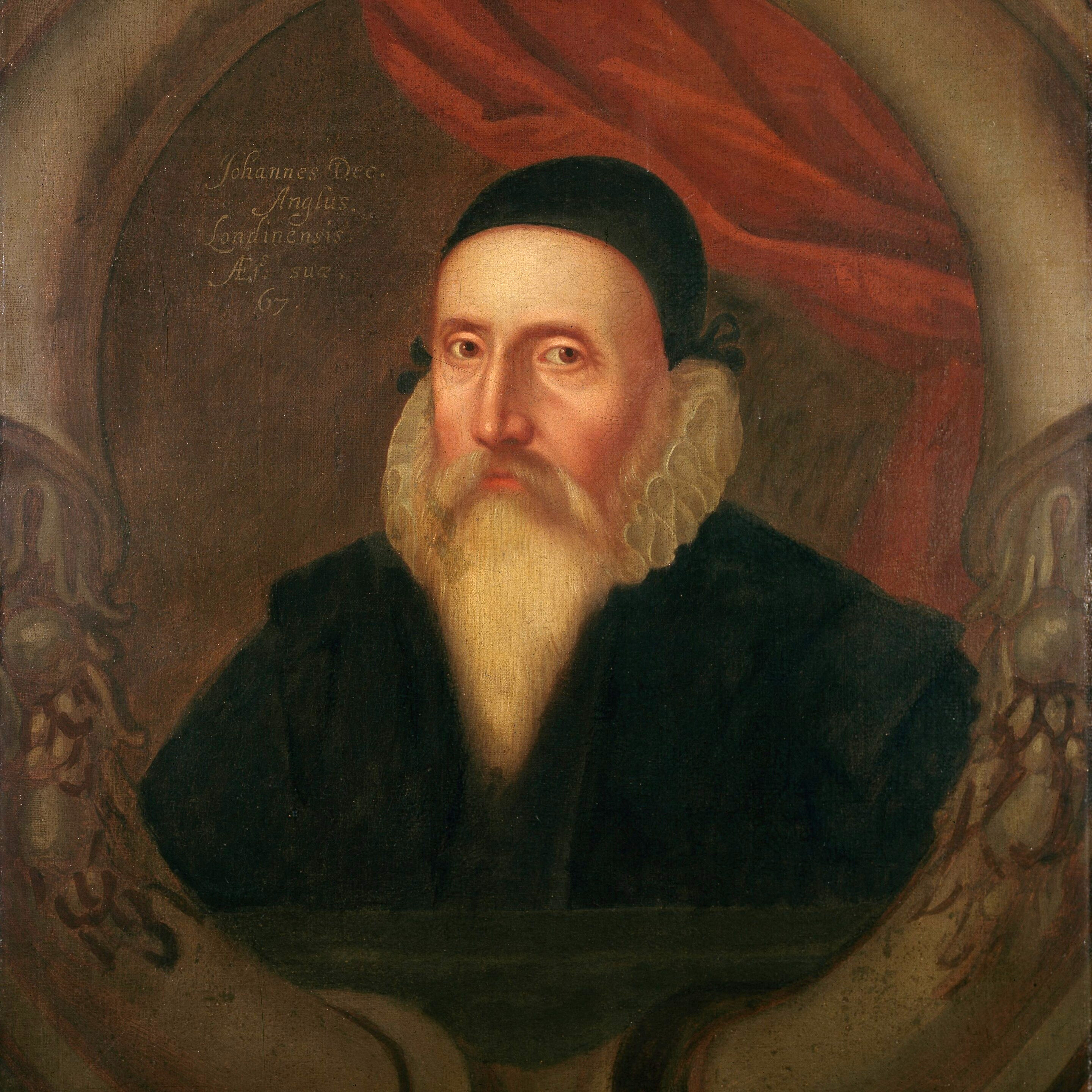
John Dee, um 1600

Die Anfänge der hermetischen Kabbala können bei John Dee und Robert Fludd gesehen werden. Hermetiker waren empfänglich für die Kabbala, da diese Analogien zu neuplatonischen Ideen aufwies. Vertreter einer als okkulte Philosophie bezeichneten Strömung, wie Agrippa und Giovanni Pico della Mirandola, versuchten, Philosophien zu entwickeln, die hermetisches, hebräisches und klassisches Wissen assimilieren, und diese Fusion mit der christlichen Theologie zu vereinigen. Trotz ihres esoterischen Charakters wurden die der okkulten Philosophie zugrundeliegenden hermetischen und kabbalistischen Ideen im Europa der Renaissance anfangs positiv aufgenommen. Die Historikerin Frances A. Yates betrachtete die okkulte Philosophie sogar als zentrale Triebkraft hinter der Renaissance selbst. Vermutlich ist es kein Zufall, dass die okkulte Philosophie, die Wert auf Einheit legte, während der Zeit der Reformation und der Renaissance populär wurde; möglicherweise wurde von ihr und ihrer Vereinigung so unterschiedlicher Quellen wie der klassischen Weisheit, der Magie, der hebräischen Kabbala und des Christentums erwartet, eine Lösung für das religiöse und politische Schisma der Zeit zu bieten. Während das scholastische Mittelalter Glauben und Frömmigkeit forderte, forderte die Renaissance individuelles Streben und die Suche nach Wissen; die Hermetik versuchte, Wissen und Glauben zu vereinigen. Gegen Ende des 16. Jahrhunderts wurden christliche Okkultisten wie Agrippa und John Dee jedoch wegen ihrer Theurgie verdächtigt, und als Teil der Gegenreformation wuchs auch die Reaktion gegen den Renaissance-Neuplatonismus und damit assoziierte okkulte Strömungen. Die christliche Kabbala, die zunächst der Legitimation okkulten Denkens diente, wurde nun wegen der okkulten Assoziation abgewertet und mit Hexerei assoziiert. Dee und Giordano Bruno wurden wegen ihrer Philosophie diskreditiert; ersterer verbrachte seine letzten Jahre in Armut, letzterer wurde 1600 verbrannt.
Die hermetische Kabbala blühte im 18./19. Jahrhundert auf und entfernte sich vom Christentum, mitunter bis hin zu einer antichristlichen Ausrichtung. Im 19. und 20. Jahrhundert erschienen mehrere Werke des französischen Okkultisten Éliphas Lévi, der kabbalistische Lehren verfälscht wiedergab und die Werke anderer Autoren niemals wirklichkeitsgetreu wiedergab, während sich Arthur Edward Waite um eine korrekte Darstellung der Kabbala bemühte, jedoch nicht des Hebräischen und Aramäischen mächtig war und daher Fehler aus Jean de Paulys verfälschter Zohar-Übersetzung in sein Werk The Secret Doctrine in Israel übernahm.